# Yaygınsöğüt, Suşehri
Yaygınsöğüt là một xã thuộc huyện Suşehri, tỉnh Sivas, Thổ Nhĩ Kỳ. Dân số thời điểm năm 2011 là 249 người.